# 现代生物出版集团
现代生物出版集团（英語：BioMed Central，縮寫：BMC）是一家总部位于英国的营利性科学开放获取出版商，共出版超过250种科学期刊。它的所有期刊都只在线出版。它成立于2000年，自 2008 年以来一直隸屬於Springer（现为施普林格·自然）。